# うた (武満徹)
混声合唱のための『うた』（英: Songs for mixed chorus ）は、武満徹が作・編曲した12曲からなる合唱曲集。すべて無伴奏で、ソプラノ・アルト・テノール・バスがそれぞれ2パートに分かれる混声8部合唱によって歌われる。
映画やラジオ、舞台など、異なる機会のために作られた曲を作曲者自身が合唱曲に編曲したもので、作曲時期も、12曲中8曲が1950-60年代、3曲が1980年代（残り1曲は日本古謡）とさまざまである。合唱への編曲は主に1980年代に行われ、11曲が東京混声合唱団、1曲が晋友会合唱団の委嘱による。

## 構成
日本ショット社から2集に分けて出版された楽譜『うた I 』（1992年）、『うた II 』（1994年）では以下の構成となっている。『明日（あした）ハ晴レカナ、曇リカナ』、『さくら』の2曲を除き、初演された順である。
- うたI

1. 小さな空（作詞：武満徹） Small Sky
2. うたうだけ（作詞：谷川俊太郎） I Just Sing
3. 小さな部屋で（作詞：川路明） In a Small Room
4. 恋のかくれんぼ（作詞：谷川俊太郎） The Game of Love
5. 見えないこども（作詞：谷川俊太郎） Unseen Child
6. 明日ハ晴レカナ、曇リカナ（作詞：武満徹） Will Tomorrow, I Wonder, Be Cloudly or Clear?

- うたII

1. さくら（日本古謡） Cherry Blossoms
2. 翼（作詞：武満徹） Wings
3. 島へ（作詞：井沢満） To the Island
4. ○と△の歌（作詞：武満徹） A Song of ○'s (Circles) and △'s(Triangles)
5. さようなら（作詞：秋山邦晴） Sayonara
6. 死んだ男の残したものは（作詞：谷川俊太郎） All That the man Left Behind When He Died

## 作曲の経緯

### 1950年代
ピアノ曲『2つのレント』（1950年）で作曲家としてデビューした後、1951年から瀧口修造らの芸術サークル「実験工房」に参加して幅広いジャンルとのコラボレーションを行っていた時期にあたる。「さようなら」（1953年）、「小さな部屋で」（1954年、原題：「何もないけど」）は、新日本放送のラジオ番組「私の歌」のために作曲された歌であり、出世作とみなされる『弦楽のためのレクイエム』の翌年に作曲された「うたうだけ」（1958年）は、1960年の草月ミュージック・イン「ブルースの継承」において水島早苗によって初演された。

### 1960年代
60年代の武満は多くの映画音楽を作曲しており、ミュジーク・コンクレートや、琵琶・尺八の使用など、実験的な手法を用いる一方、万人に受け入れられる、分かりやすい曲想の主題歌や挿入歌も作曲している。『うた』に収められているのは以下の3曲である。
- 「恋のかくれんぼ」（1961年、原題「誰かと誰か」）：中村透監督の『班女』の挿入歌。ペギー葉山によって歌われた。
- 「○と△の歌」（1961年）：羽仁進監督の『不良少年』の劇中で、主演の山田幸雄によって歌われた。
- 「見えないこども」（1963年、原題「まだ生まれない子ども」）羽仁進監督の『彼女と彼』主題歌。岸洋子によって歌われた。

このほか、「ベトナムの平和を願う市民の集会」のために書かれた反戦歌である「死んだ男の残したものは」（1965年、歌：友竹正則）は、森谷司郎監督の映画『弾痕』（1969年）の挿入曲として使用された。
TBSラジオ連続ラジオ・ドラマ『ガン・キング』の主題歌「小さな空」（1962年、歌：ジェリー藤尾）も同時期の作品である。『ガン・キング』は、漫画を原作とする西部劇で、大島渚作品のシナリオライターも務めた石堂淑朗と田村孟が脚本を担当していた。武満は、この番組の音楽について、当時、以下のように述べた。「放送が始まってまだ数週間ですが、近所の小学生が、主題歌を歌い手のジェリー藤尾ばりに巧みに歌っているのを聞くことがあります。これはやはり私にとっては楽しい、はじめてに近い体験です。（中略）子供は質の高いものを求めています。さしあたり私は黒人霊歌やウエスタン民謡などを毎週親しみやすい編曲で入れながら、ある意識的な試みを進めたいと思っています」

### 1980年代
「翼」（1982年）は劇「ウィングス」（「パルコ＋番衆プロ」公演）の主題曲として作曲された器楽曲を、東京混声合唱団の委嘱により作詞および編曲されたもの。同団による初演よりも早く、石川セリのCD「翼 - 武満徹ポップ・ソング」に独唱曲として収録された。同CDでは、テレビ番組「はなすことはない」の挿入歌として作曲されたが番組では使用されなかった「島へ」（1983年）、および1985年に作曲された『明日ハ晴レカナ、曇リカナ』が同じく独唱曲として収録され初演されている。

## 編曲と初演
12曲中11曲が東京混声合唱団の委嘱により編曲され、「明日ハ晴レカナ、曇リカナ」が晋友会合唱団によるCD（PHCP-20251）のために編曲されて完結した。（）内は、楽譜の収録順を示す。
- 1973年
  - 「さくら」（2-1）初演。3月19日：田中信昭指揮、東京混声合唱団
- 1981年
  - 「小さな空」（1-1）初演。4月21日：同上
  - 「うたうだけ」（1-2）初演。7月1日：同上　
  - 「小さな部屋で」（1-3）初演。12月3日：同上
- 1982年
  - 「恋のかくれんぼ」（1-4）初演。4月19日：同上
  - 「見えないこども」（1-5）初演。6月28日：同上
- 1983年
  - 「翼」（2-2）初演。10月1日：同上
  - 「島へ」（2-3）初演。12月17日：同上
- 1984年
  - 「○と△の歌」（2-4）初演。3月12日：岩城宏之指揮、東京混声合唱団
  - 「さようなら」（2-5）初演。同上：同上　
  - 「死んだ男の残したものは」（2-6）初演。同上：同上
- 1992年
  - 日本ショットより『うた I 』出版。8月5日
  - 「明日ハ晴レカナ、曇リカナ」（1-6）初演。9月15日：関屋晋指揮、晋友会合唱団（CDの収録）
- 1994年
  - 日本ショットより『うた II 』出版。3月1日